# Rio Gârla Pinului
O Rio Gârla Pinului é um rio da Romênia, afluente do Bălăneasa, localizado no distrito de Buzău.